# Jean-Marc Marino
Jean-Marc Marino (* 15. August 1983 in Castres) ist ein ehemaliger französischer Radrennfahrer.

## Sportliche Laufbahn
Jean-Marc Marino gewann 2005 das französische Eintagesrennen La Côte Picarde. Ab 2007 startete er bei fünf Mal bei der Tour de France sowie bei der Vuelta a España. Seine beste Platzierung war Rang 93 bei der Vuelta a España 2007. Ende der Saison 2014 beendete er seine Karriere.

## Erfolge
2005
- La Côte Picarde

## Grand-Tour-Platzierungen
| Grand Tour            | 2007 | 2008 | 2009 | 2010 | 2011 | 2012 | 2013 | 2014 |
| --------------------- | ---- | ---- | ---- | ---- | ---- | ---- | ---- | ---- |
| Giro d’ItaliaGiro     | –    | –    | –    | –    | –    | –    | –    | –    |
| Tour de FranceTour    | –    | –    | –    | –    | –    | 131  | 116  | 160  |
| Vuelta a EspañaVuelta | 93   | DNF  | –    | –    | –    | –    | –    | –    |

## Teams
- 2005 Crédit Agricole (Stagiaire)
- 2006 Crédit Agricole
- 2007 Crédit Agricole
- 2008 Crédit Agricole
- 2009 Besson Chaussures-Sojasun
- 2010 Saur-Sojasun
- 2011 Saur-Sojasun
- 2012 Saur-Sojasun
- 2013 Sojasun
- 2014 Cannondale